# Pforzheim
Pforzheim est une ville du Land de Bade-Wurtemberg, région du sud-ouest de l'Allemagne. Avec ses 125 000 habitants, c'est l'une des plus grandes villes de cet État fédéré. Elle est située au pied (au Nord) de la Forêt-Noire. Pforzheim fait partie de l'aire urbaine Nordschwarzwald, et est la 8e plus grande ville du Bade-Wurtemberg. Les grandes villes les plus proches sont Karlsruhe à environ 25 km au nord-ouest, et Stuttgart à environ 37 km au sud-est. La ville de Pforzheim est également la capitale de la région du nord de la Forêt Noire, et l’on y trouve de nombreuses écoles du second degré, ainsi que l'Université des Sciences Appliquées (Hochschule Pforzheim).

## Géographie

### Démographie
En 1881, Pforzheim  avait une population de 25 000 habitants. En 20 ans, ce nombre avait doublé, passant ainsi à 50 000 habitants. Durant la Seconde Guerre mondiale, la ville fut presque entièrement détruite et perdit environ la moitié de ses habitants. Mais en 1951, la ville avait un des plus faibles taux de chômage de toute la région de Bade. Dès 1960, la population était d'environ 80 000 personnes. Pforzheim est la huitième plus grande ville du Bade-Wurtemberg et la 64e plus grande ville d’Allemagne. Entre 2000 et 2010, la population a augmenté de 2,24 %, principalement en raison de l'immigration. En 2004, la proportion de la population non allemande dans la population totale, selon le gouvernement de la ville, était de 17,1 % (20 335 personnes). La plupart des étrangers venaient de Turquie (5 912), d'Italie (3 920), d'ex-Yougoslavie (3 378) et de la CEI (1 129).

### Climat
La ville de Pforzheim a un climat semi-continental froid en hiver, au printemps et en automne assez doux et relativement chaud en été.

## Histoire
| Appartenances historiques Duché de Souabe 915-1112 Margraviat de Bade 1112-1462 Palatinat du Rhin 1462-1475 Margraviat de Bade 1475-1535 Margraviat de Bade-Durlach 1535-1771 Margraviat de Bade 1771-1803 Électorat de Bade 1803–1806 Grand-duché de Bade 1806–1918 République de Weimar 1918–1933 Reich allemand 1933–1945 Allemagne occupée 1945–1949 Allemagne 1949–présent |

Avant la conquête romaine durant le Ier siècle av. J.-C., Pforzheim faisait partie du territoire des Celtes. L’époque romaine a duré jusqu’au IIIe siècle. En 500, l'Alémanie devient une partie du royaume des Francs. Pforzheim fut rattachée au duché de Souabe créé en 919. Par mariage, Pforzheim fut rattachée au pays de Bade dans les années 919. Entre 1462 et 1750 Pforzheim était seulement connue comme étant un fief du Palatinat du Rhin. En 1486 après un ordre du margrave Christoph I Pforzheim perdit son autonomie.
Durant la guerre de la Ligue d'Augsbourg, victime des exactions des armées françaises du sac du Palatinat, Pforzheim fut incendiée en janvier 1689, puis bombardée sur ordre du général de Mélac. Le 17 septembre 1692, le maréchal de Lorges y battit Charles de Wurtemberg. à cette époque, la ville a aussi été désignée sous le nom de Phorsheim dans des ouvrages français.
En 1767, le margrave Charles-Frédéric de Bade créa « La Manufacture de la bijouterie et de l'horlogerie » de Pforzheim. Grâce à la création de cette manufacture la ville passa de petite ville à métropole renommée pour son horlogerie et son orfèvrerie. Cette tradition de l’orfèvrerie perdure toujours, on trouve aujourd’hui à Pforzheim deux écoles uniques en Allemagne : l’école d’horlogerie et l’école d’orfèvrerie. 

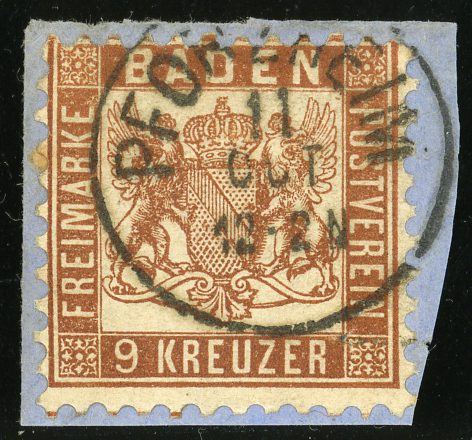
Pforzheim dans le Grand-duché de Bade vers 1862.

Au cours des émeutes de novembre 1938, la vieille synagogue de Pforzheim a été profanée et gravement endommagée. Le 22 octobre 1940, les 186 juifs restants sont déportés vers des camps de concentration. 
Le 23 février 1945, vers la fin de la Seconde Guerre mondiale, la ville est anéantie à plus de 80% par un raid de 367 bombardiers de la Royal Air Force. L'attaque, qui dura seulement 22 minutes, fut une véritable « tempête de feu » pendant laquelle environ 17 600 civils périrent, ce qui représentait plus de 31 % de la population d'alors. En nombre de victimes, Pforzheim fut la troisième ville allemande victime de bombardements alliés après les villes de Hambourg et Dresde. Le 8 avril 1945, des unités de la 2e division d'infanterie marocaine (groupement Schlesser) occupent la ville. De 1945 à 1948, Pforzheim, après une première occupation française, fut sous administration militaire américaine.
Après la guerre, la ville — qui dans le passé avait été célèbre pour son apparence pittoresque — a été reconstruite dans le style simple et modeste des années 1950. De 1963 à 1996, la ville de Pforzheim a été la garnison du 3e régiment de hussards, quartier Burnol.
Fin du XXe siècle, l'industrie horlogère et de la bijouterie est délocalisée en Asie. Depuis les années 2000, la ville connait un nouvel essor. Beaucoup de quartiers ont été réaménagés et réhabilités et les différentes zones commerciales de la ville ont augmenté leurs surfaces de 20 à 50 %.

## Jumelages
- Saint-Maur-des-Fossés (France) depuis 1989
- Vicence (Italie) depuis 1991
- Guernica (Espagne) depuis 1989
- Częstochowa (Pologne) depuis 2007
- Irkoutsk (Russie) depuis 2007
- Nevşehir (Turquie) depuis 2007
- Győr-Moson-Sopron (Hongrie) depuis 2007
- Osijek (Croatie) depuis 2008

Depuis 1963, des échanges d'amitié sont entretenus avec les communes de La Bresse et de Ventron dans les Vosges (France) d’où étaient issus plus de cinq cents déportés, affectés aux travaux forcés de novembre 1944 à février 1945 dans la ville de Pforzheim et dans ses environs pendant Seconde Guerre mondiale.

## Personnalités
- Bertha Benz
- Christopher Bechtler
- Le groupe Fool's Garden s'y est formé.
- Frédérique de Bade, reine de Suède, inhumée au château et église abbatiale Saint-Michel.
- Vincenzo Grifo, footballeur italo-allemand
- Robin Hack, footballeur allemand
- Victor Mayer, orfèvre et entrepreneur allemand
- Johannes Reuchlin, érudit allemand
- Fritz Todt, ingénieur allemand
- Carl Wilhelm Kahlo Kauffmann, dit Guillermo Kahlo, photographe germano-mexicain - et père de l'artiste Frida Kahlo - y est né en 1871.

## Monuments
- Tour d'observation de Büchenbronn.
- Musée du bijou, musée unique au monde avec près de 2 000 pièces exposées retraçant l'histoire de la bijouterie sur 5 000 ans.
- La ville de Pforzheim est également un parfait point de départ pour des belles promenades en Forêt-Noire.Pforzheim, une ville au bord de la Forêt-Noire.

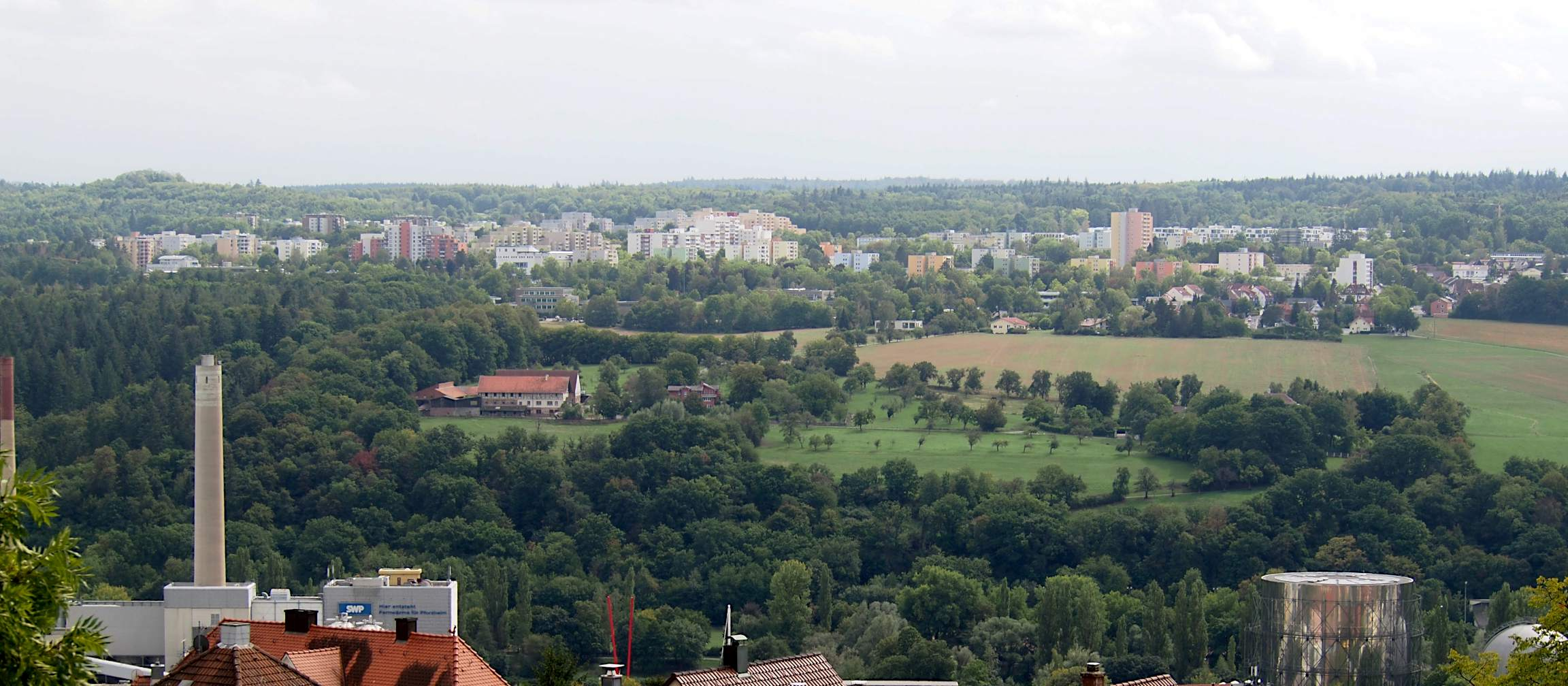
Pforzheim, une ville au bord de la Forêt-Noire.

- La ville compte différents musées sur l'histoire de la ville et de l'Allemagne en général (Staatlich Museum, DDR Museum).
- L'église Saint-Michel possède un imposant massif occidental roman. C’est dans cette église que reposent les margraves badois mais aussi la grande duchesse Stéphanie, la fille adoptive de Napoléon.